# Chapecó
Chapecó este un oraș în Santa Catarina (SC), Brazilia.
1. ↑  , Correios[*] https://www2.correios.com.br/sistemas/buscacep/buscaFaixaCEP.cfm, accesat în 18 mai 2023 Lipsește sau este vid: |title= (ajutor)